# تونو کاوبا
تونو کاوبا (استونیایی: Tõnu Kauba؛ زادهٔ ۴ مارس ۱۹۵۲) عصب‌شناس، سیاستمدار و نماینده سابق مجلس اهل استونی است.